# Hlavňovice
Hlavňovice (en allemand : Hlawniowitz) est une commune du district de Klatovy, dans la région de Plzeň, en République tchèque. Sa population s'élevait à 486 habitants en 2021.

## Géographie
Hlavňovice se trouve à 19 km au sud-sud-est de Klatovy, à 56 km au sud de Plzeň et à 120 km au sud-ouest de Prague.
La commune est limitée par Velhartice au nord-ouest et au nord, par Petrovice u Sušice à l'est et au sud, par Hartmanice au sud et par Čachrov à l'ouest.

## Histoire
La première mention écrite de la localité date de 1428.

## Galerie

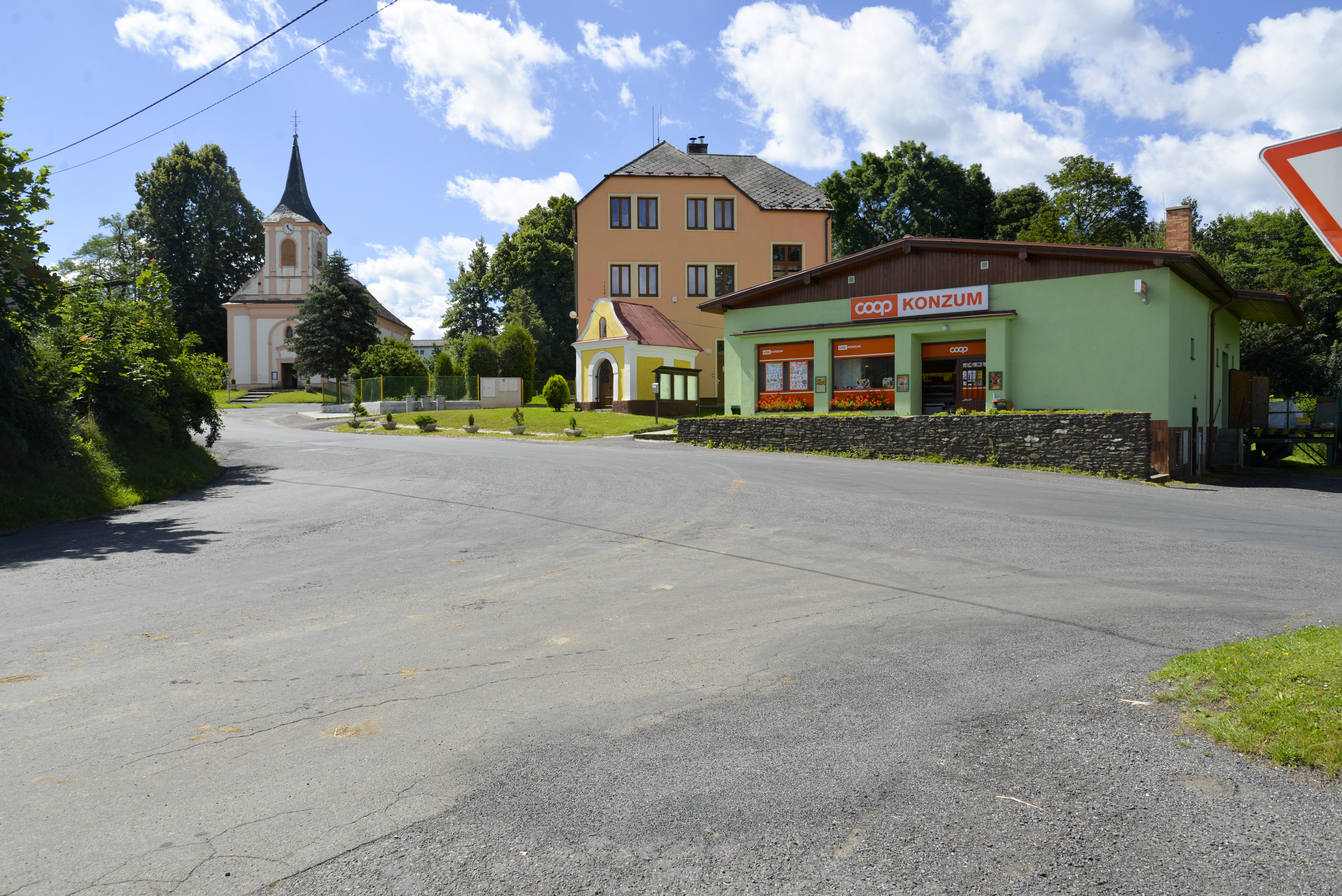
Centre de Hlavňovice.
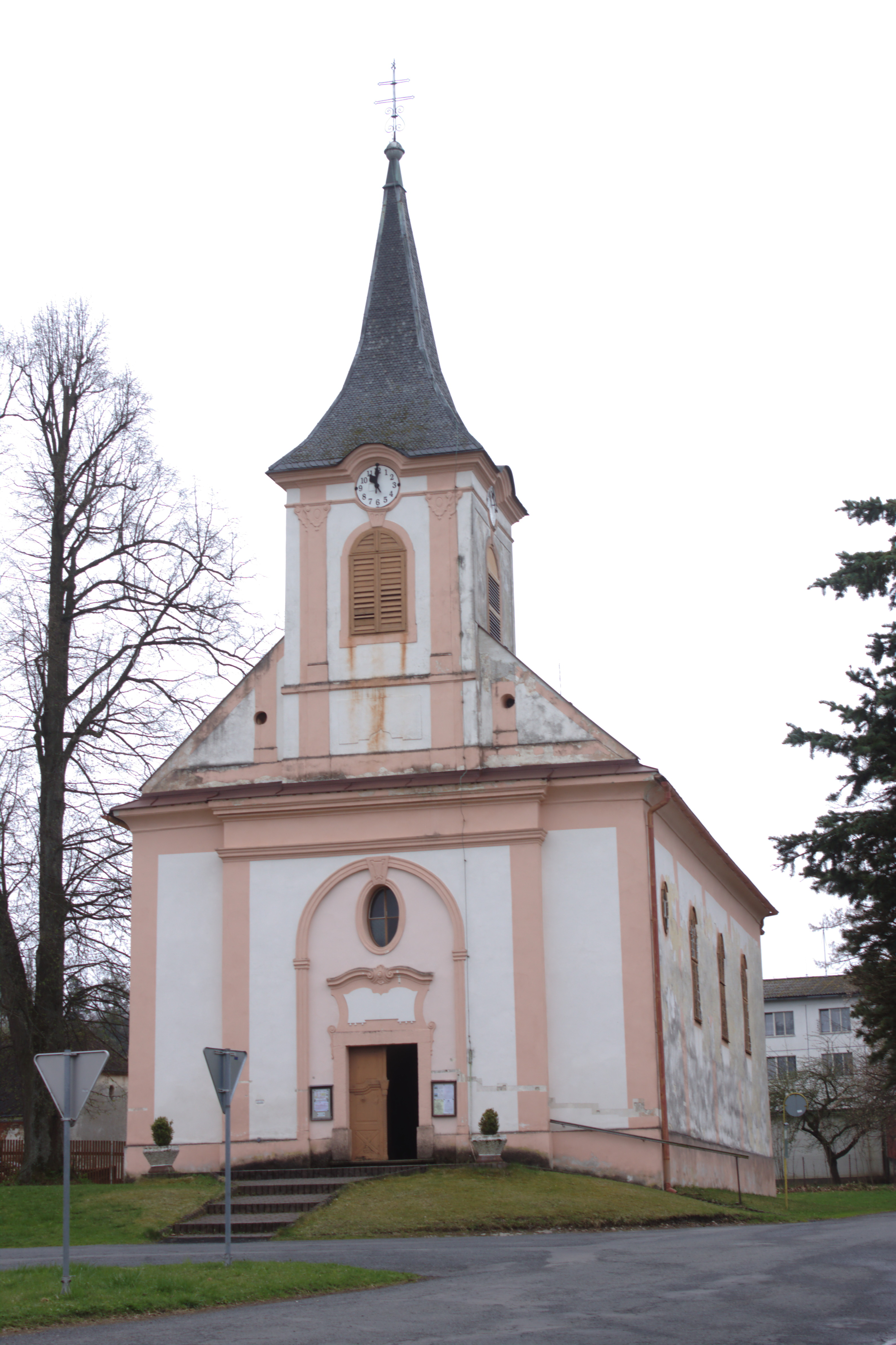
Église de Hlavňovice.
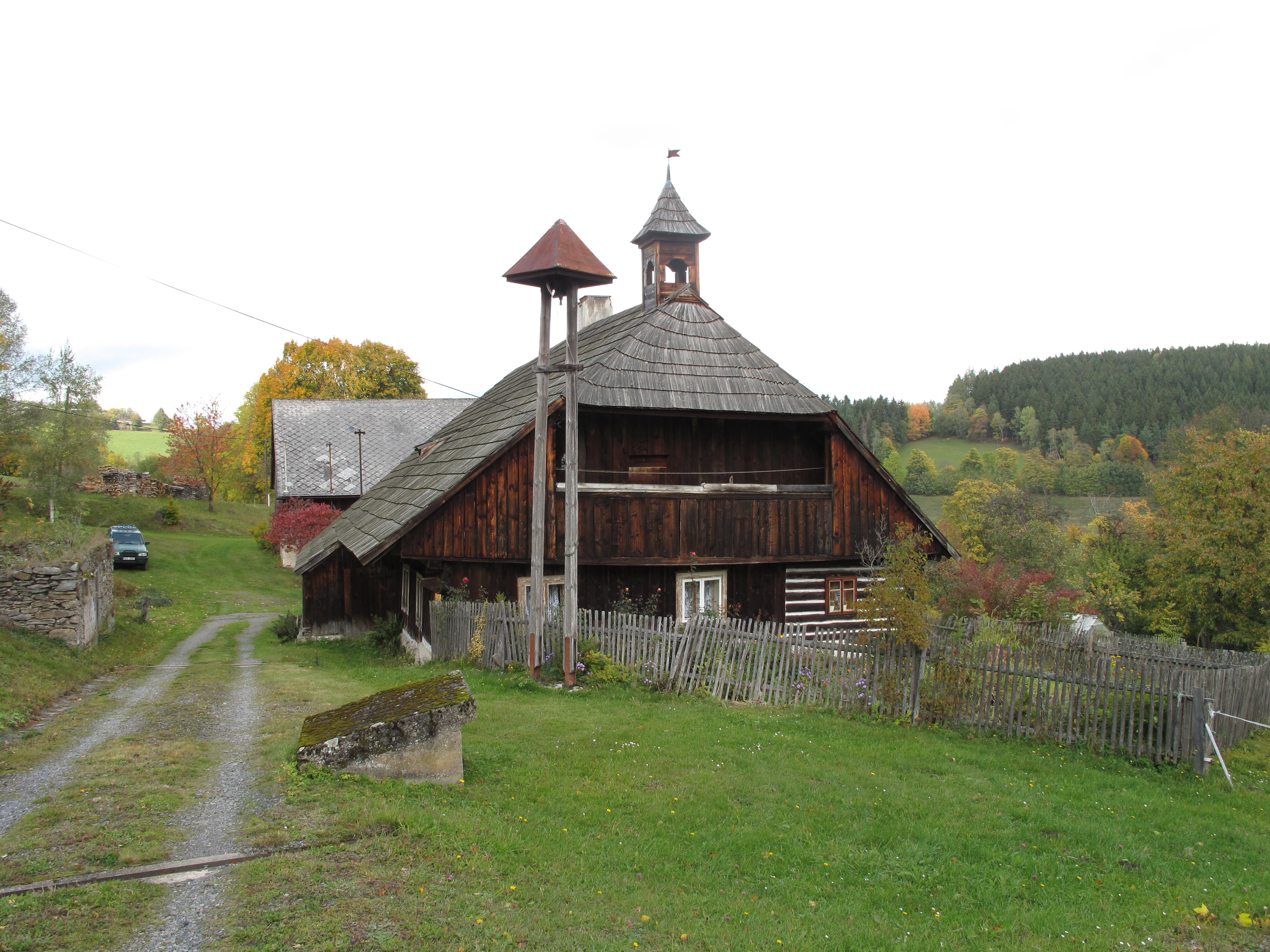
Zvíkov : architecture traditionnelle.

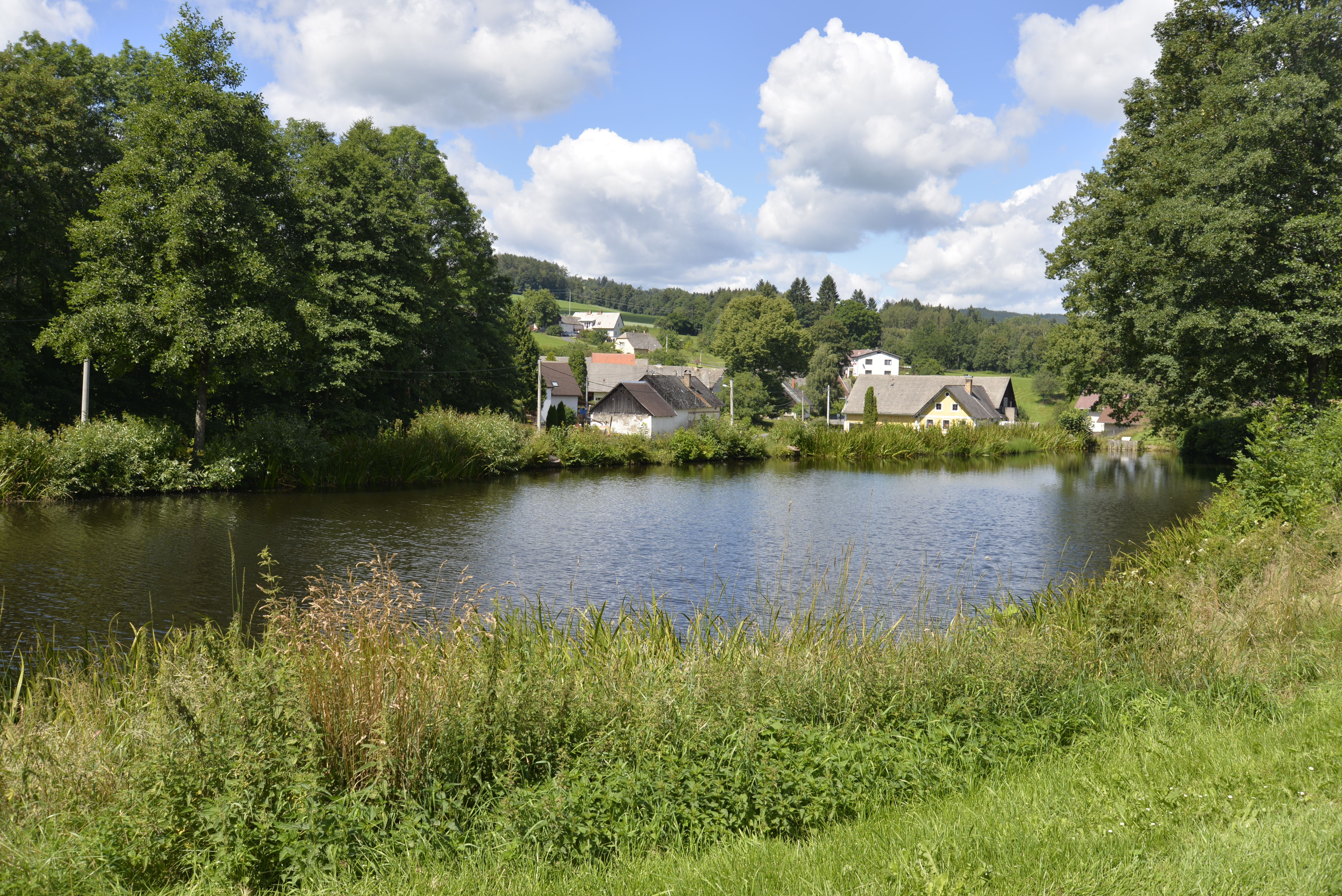
Milínov.
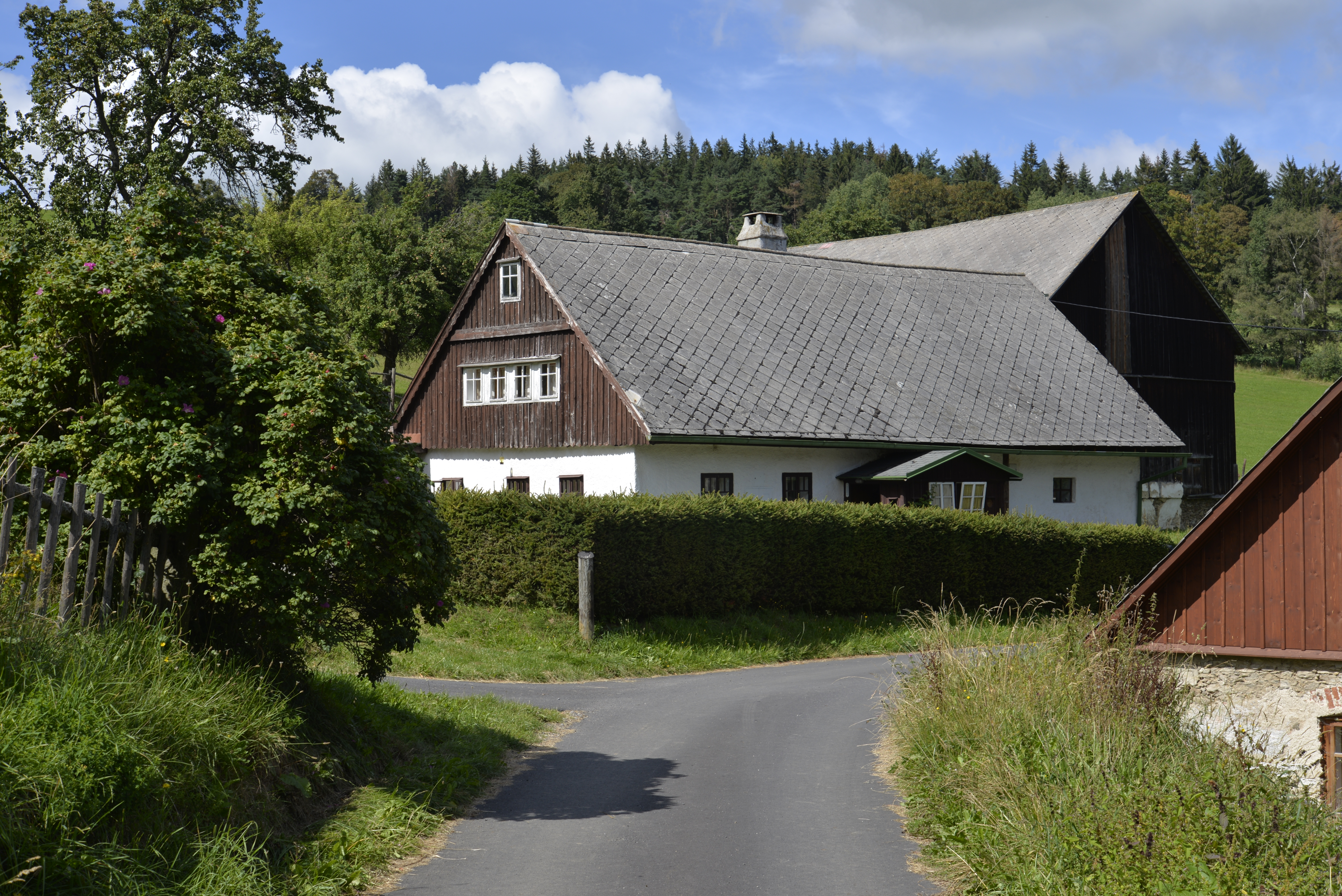
Javoříčko.

## Administration
La commune se compose de quinze sections :
- Cihelna
- Častonice
- Čeletice
- Hlavňovice
- Horní Staňkov
- Javoříčko
- Libětice
- Milínov
- Pích
- Přestanice
- Puchverk
- Radostice
- Suchá
- Zámyšl
- Zvíkov

## Transports
Par la route, Hlavňovice se trouve à 6 km de Horažďovice, à 21 km de Strakonice, à 21 km de Klatovy, à 65 km de Plzeň et à 144 km de Prague.